# Jen blázen žárlí
Jen blázen žárlí je studiové album Jakuba Smolíka, které vyšlo v roce 1998 jako MC a CD.

## Seznam skladeb
1. "Sen kovbojů" (h:Zdeněk Barták / Eduard Krečmar) -
2. "Návrat domů" (h:Willie Nelson / Jakub Smolík) -
3. "Živá láska " (h:Avogadro / Pavel Žák) -
4. "Lásko stůj při mně" (h:František Kasl / František Kasl)
5. "Vše je pryč" (h:Willie Nelson / Jakub Smolík) -
6. "Má Jenny" (h:František Janeček / Eduard Pergner) -
7. "Tátův sen" (h:František Kasl / František Kasl) -
8. "Popelky" (h:Karel Černoch / Pavel Žák) -
9. "Jen blázen žárlí " (h:Zdeněk Barták / Jaroslav Machek) -
10. "Dnes ráno spím" (h:František Kasl / Michal Bukovič) -
11. "Madony" (h: Jakub Smolík / J.Smolík, M.Pokorný, M.Hrdinka) -
12. "Starý chlapi ty to znaj" -(h:Willie Nelson / Jakub Smolík)